# Marianna Selonke
Marianna Selonke (ur. 1781, zm. 7 lipca 1865 w Strzyży koło Gdańska), posłanka pocztowa, popularna postać Sopotu połowy XIX wieku.
Była prawdopodobnie Kaszubką, o nazwisku brzmiącym przed germanizacją Zielonka. Mieszkała w Sopocie i krótko po 1820, kiedy intendentem sopockim mianowano kapitana Gütte, została posłańcem pocztowym na potrzeby intendentury. Latem 1823 była już stałym posłańcem na trasie między Sopotem i Gdańskiem, pracującym w sezonie letnim. Ze specjalnym dużym koszem noszonym na plecach szła trasą z Sopotu przez Oliwę, Polanki, Strzyżę, Wrzeszcz do siedziby poczty głównej na ulicy Długiej w Gdańsku. Tam oddawała korespondencję i pobierała przesyłki na trasę powrotną – dla kuracjuszy rozwijającego się w tym czasie Sopotu oraz dla samych sopocian, w tym również wynagrodzenia i inne świadczenia pieniężne. Jednocześnie wykonywała w Gdańsku drobne sprawunki zamówione przez kuracjuszy i mieszkańców Sopotu, np. tytoń, prasę, artykuły pasmanteryjne i kosmetyczne.
Cieszyła się dużą popularnością w Sopocie, a jednocześnie, mimo znanych drobnych słabości do alkoholu i tabaki, obdarzana była wielkim zaufaniem swoich klientów. Ze względu na kłopoty komunikacyjne i złą jakość drogi na trasie wędrówek kurierki jej usługi miały dla kuracjuszy poważne znaczenie.  Była nazywana żartobliwie "pocztą sopocką", "sopockim ekspresem pocztowym". Była też bohaterką wierszyków i licznych artykułów prasowych (również po śmierci). Około 1840 została sportretowana na litografii przez gdańskiego artystę Gustawa Stelmachera i wizerunek ten przez lata zdobił gdańskie i sopockie lokale oraz rozpowszechniany był na widokówkach. W życiu Sopotu obecna była także jako statystka w przedstawieniach teatralnych.
Pracę posłanki wykonywała do późnej starości, przez kilkadziesiąt lat. 7 lipca 1865 na trasie swojego codziennego przemarszu w lesie w Strzyży została zamordowana w czasie napadu rabunkowego.